# Dorfkirche Groß Lüben

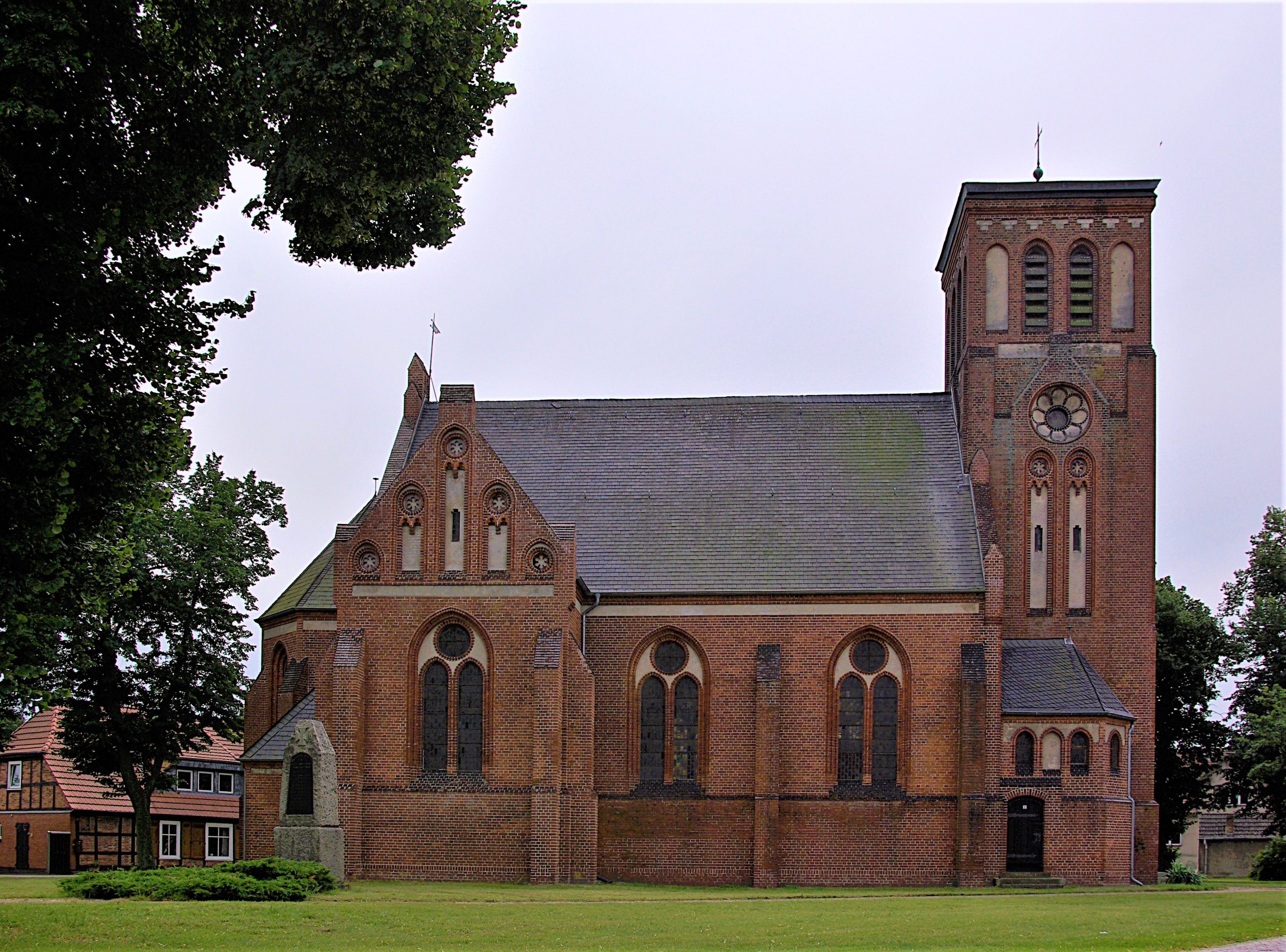
Seitenansicht der Kirche vor dem Wiederaufbau, 2011

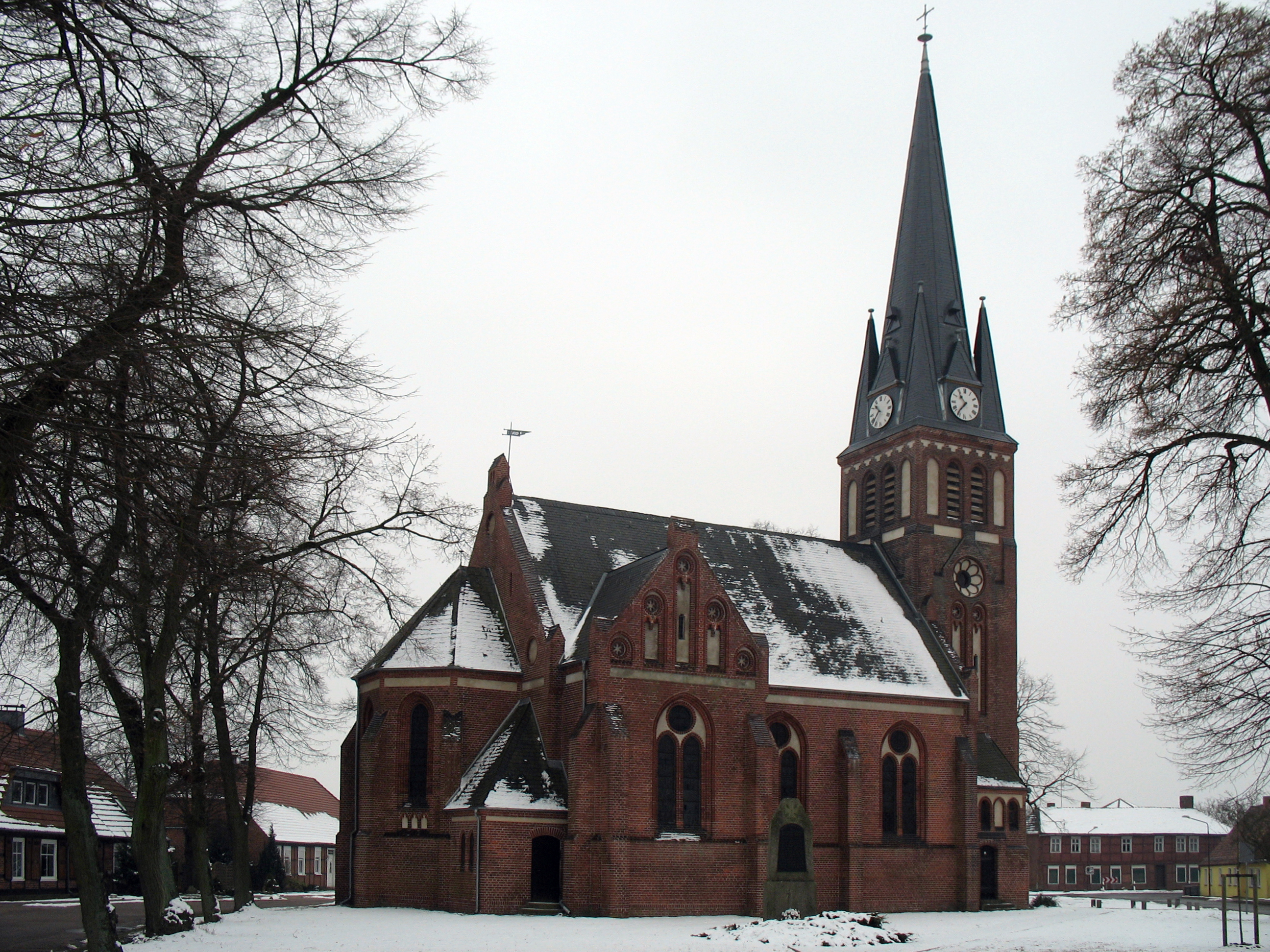
Kirche nach dem Wiederaufbau der Kirchturmspitze, 2013

Die Dorfkirche von Groß Lüben, einem Ortsteil der Stadt Bad Wilsnack im Landkreis Prignitz, ist ein Sakralbau im Stil der Neugotik. Er wurde Anfang des 20. Jahrhunderts nach Entwürfen des Charlottenburger Baumeisters Stoof errichtet. Die Weihe der Kirche fand am 3. Juni 1904 statt. Der sachlich gegliederte Backsteinbau ersetzte einen Vorgängerbau.

## Geschichte
In Groß Lüben ist seit dem Mittelalter eine Kirche nachgewiesen. Als die Kirche gegen Ende des 19. Jahrhunderts zu klein wurde, entschloss sich die Gemeinde zu einem Neubau. Für die Planung wurde der königliche Baurat Stoof verpflichtet. Er schuf für eine Bausumme von etwa 50.000 Mark auf einem kreuzförmigen Grundriss einen nüchtern gegliederten Backsteinbau. An der Ostseite schließt das Kirchenschiff mit einer polygonalen Apsis ab, an der Westseite setzte der Architekt der Fassade einen etwa 40 Meter hohen, mit einem Spitzhelm bekrönten Kirchturm vor, in dem sich auch das Portal der Kirche befindet. Stoof nahm bei der Planung des Baus formal Bezug auf die Wunderblutkirche im benachbarten Bad Wilsnack. Für die Gestaltung des Innenraums wurde der preußische Hofmaler August Oetken gewonnen, der für die Ausmalung verantwortlich zeichnete und auch die Kirchenfenster schuf. Aus dem Vorgängerbau erhalten blieb eine hölzerne Truhe, an deren Innendeckel Holzschnitte Szenen aus dem Leben von Heiligen zeigen.
Bei einem Sturm in der Nacht vom 11. auf den 12. Juli 1984 stürzte die Spitze des Kirchturms ein und beschädigte dabei auch das Dach des Kirchenschiffes. Als Ersatz wurde dem Turm ein flaches Notdach aufgesetzt. Im Jahr 2012 begann der Wiederaufbau der Kirchturmspitze. Seit dem 12. Oktober 2012 krönt eine nach historischem Vorbild geschaffene Kirchturmspitze den Turm.